# Paralonchurus goodei
Paralonchurus goodei és una espècie de peix de la família dels esciènids i de l'ordre dels perciformes.

## Morfologia
- Els mascles poden assolir 35 cm de longitud total.[4][5]

## Alimentació
Menja principalment cucs i d'altres invertebrats marins.

## Hàbitat
És un peix de clima tropical i bentopelàgic.

## Distribució geogràfica
Es troba a l'oceà Pacífic oriental: des de Mèxic fins al Perú.

## Ús comercial
És comú als mercats locals.

## Observacions
És inofensiu per als humans.